# 島倉千代子
島倉千代子（日语：／ Shimakura Chiyoko，1938年3月30日—2013年11月8日）是日本演歌及歌謠歌手，出身於東京府東京市品川區北品川（即現時東京都品川區北品川），日本音樂高等學校畢業。

## 生平

### 幼年時期及出道（1950年代）
島倉千代子為家中第四個女兒，父親島倉壽雄是一名警察。7歲時因戰爭由東京移居至長野縣松本市，2年後才回東京。從小與其姊島倉敏子對音樂深感興趣。12歲由Teichiku娛樂發行首張單曲唱片《山中的猴子》（日语：お山のお猿），不過由於誤植，其名字變成了「戶倉千代子」。
15歲（1953年）時考入日本音樂高等學校，期間積極參加各項歌唱比賽，翌年參加由日本哥倫比亞所舉行的歌唱比賽中獲勝，並贏得唱片合約。1955年，以原名推出第1首單曲《世間花》（この世の花），半年來共賣出超過200萬張，瞬間成為了當紅歌手。歌曲後來亦成為了日本電視劇的主題曲。出道4年，已經累積超過127首單曲。
1957年，憑著出演電影《母親，東京到了》（東京だョおっ母さん）及主唱同名歌曲，共售出超過150萬張，並且首次參與NHK紅白歌合戰。年紀輕輕的島倉千代子當時已經獲得相當豐厚的收入，讓她在20歲時已經有能力在東京港區高輪購置房屋；同年所推出的單曲《枸橘的日記》（からたちの日記）銷售量達130萬的紀錄。

### 1990年代
1999年獲得紫綬褒章，同時亦是她出道45周年紀念。

### 2010年代及逝世
2010年，島倉千代子因肝癌入院，之後返回演藝圈。2013年3月30日、於日本哥倫比亞100周年記念活動「哥倫比亞大行進2013」演出、演唱她最為人所熟識的首本歌曲《人生種種》。同年6月21日、於宮崎縣延岡市舉行生涯最後演唱會。
2013年年11月6日、再次被送入位於東京都目黑區的東京共濟病院。11月8日午後、病逝於醫院。死訊傳出後，時任内閣官房長官菅義偉、及各演歌歌手，包括北島三郎、五木宏、細川貴志、冰川清志、水前寺清子、大月都、都春美、八代亞紀、小林幸子、森昌子、山田邦子等人都發出悼唁。11月14日，在東京都港區的青山葬儀所舉行了告別儀式，儀式內播放了她在過世前三天所錄製的講話，並由石川小百合宣讀悼辭。隨後遺體安葬於生前所居住的品川區的東海寺大山墓地內。
2014年原本是紀念出道60周年，並且計劃以歌曲《枸橘的小徑》（からたちの小径）作為代表作，據這曲的作詞及作曲者南高節憶述，他本來是安排了島倉千代子於2013年11月15日進行錄音，不過那段時間她的身體已經不是太好，反覆進出醫院，當10月中旬最後一次從醫院回家休養時，在一次通訊上，島倉千代子向南高節透露，覺得有感自己捱不到11月15日，希望能儘快安排錄音事宜，南高節於是在11月5日，亦即是島倉逝世前三天，帶同簡單的錄音設備，親自到達島倉家進行錄音。南高節繼續透露，最初的錄音並不順利，而島倉千代子的聲音也非常沙啞，錄出來的效果不佳。但經過三次試錄後，島倉的聲音突然轉好，而接著的一次錄音終於獲得了滿意的效果。這亦可算是了結了她的心願。
12月18日，《枸橘的小徑》連同1955年的出道歌曲《世間花》，一同收錄在紀念CD上推出市面發售。，推出首星期已高佔Oricon公信榜總榜第9位，演歌部門第1位的成績。

## NHK紅白歌唱大賽出場紀錄
自1957年第8回起，至1986年的第37回止，曾創造連續30年出場的紀錄。這記錄要到1994年才被北島三郎所打破。本來1987年她亦獲選，但卻以「太倦了」而推辭；然而於1988年再度獲選出演。
岛仓千代子亦在2004年第55回NHK紅白歌合戰中以66岁9个月的年纪红白歌合战历史上年纪最大的红组歌手，打破了1989年織井茂子在第40回NHK紅白歌合戰中63岁11月的记录。另外她曾保持紅組出場次數最多的歌手紀錄，共出場過35次，直至2012年才被和田現子所打破。
| 年度／放送回   | 回 | 曲目                     | 出演順 | 對戰歌手      | 備註          |
| 1957年／第8回  | 初 | 逢いたいなァ あの人に    | 22/25  | 春日八郎(1)   |               |
| 1958年／第9回  | 2  | 枸橘日記                 | 23/25  | 春日八郎(2)   |               |
| 1959年／第10回 | 3  | 想起的日記               | 13/25  | 三橋美智也(1) |               |
| 1960年／第11回 | 4  | 他國之雨                 | 27/27  | 三橋美智也(2) | 紅組壓軸(1)   |
| 1961年／第12回 | 5  | 襟裳岬                   | 25/25  | 三波春夫(1)   | 紅組壓軸(2)   |
| 1962年／第13回 | 6  | 再見與再見               | 25/25  | 三橋美智也(3) | 紅組壓軸(3)   |
| 1963年／第14回 | 7  | 武藏野哀歌               | 13/25  | 三橋美智也(4) |               |
| 1964年／第15回 | 8  | 兩個人的太陽             | 13/25  | 村田英雄(1)   |               |
| 1965年／第16回 | 9  | 新妻鏡                   | 12/25  | 三橋美智也(5) |               |
| 1966年／第17回 | 10 | ほんきかしら             | 12/25  | 春日八郎(3)   |               |
| 1967年／第18回 | 11 | ほれているのに           | 12/23  | 橋幸夫(1)     |               |
| 1968年／第19回 | 12 | 愛のさざなみ             | 12/23  | 三波春夫(2)   |               |
| 1969年／第20回 | 13 | 隅田川                   | 12/23  | 三波春夫(3)   |               |
| 1970年／第21回 | 14 | 美しきは女の旅路         | 12/24  | 三波春夫(4)   |               |
| 1971年／第22回 | 15 | 龍飛岬                   | 10/25  | 北島三郎(1)   |               |
| 1972年／第23回 | 16 | 隅田川(2)                | 18/23  | 法蘭克永井(1) |               |
| 1973年／第24回 | 17 | 枸橘日記(2)              | 22/22  | 北島三郎(2)   | 紅組壓軸(4)   |
| 1974年／第25回 | 18 | 襟裳岬(2)                | 25/25  | 森進一(1)     | 紅組壓軸(5)   |
| 1975年／第26回 | 19 | 悲傷之宿                 | 24/24  | 五木宏(1)     | 全場壓軸(1)   |
| 1976年／第27回 | 20 | 逢いたいなァ あの人に(2) | 18/24  | 法蘭克永井(2) |               |
| 1977年／第28回 | 21 | 京都・北嵯峨・離別的寺   | 20/24  | 三波春夫(5)   |               |
| 1978年／第29回 | 22 | 龍膽峠                   | 22/24  | 村田英雄(2)   |               |
| 1979年／第30回 | 23 | 逢いたいなァ あの人に(3) | 17/23  | 法蘭克永井(3) |               |
| 1980年／第31回 | 24 | 一個人的女子             | 14/23  | 法蘭克永井(4) |               |
| 1981年／第32回 | 25 | 鳳仙花                   | 9/22   | 法蘭克永井(5) |               |
| 1982年／第33回 | 26 | 世間花                   | 11/22  | 千昌夫(1)     | 前半場壓軸(1) |
| 1983年／第34回 | 27 | 倒塌的積木               | 7/21   | 三波春夫(6)   |               |
| 1984年／第35回 | 28 | 枸橘日記(3)              | 17/20  | 三波春夫(7)   |               |
| 1985年／第36回 | 29 | 裝飾的夢                 | 16/20  | 近藤真彥(1)   |               |
| 1986年／第37回 | 30 | 口紅輓歌                 | 18/20  | 村田英雄(3)   |               |
| 1988年／第39回 | 31 | 人生種種                 | 14/21  | 趙容弼(1)     |               |
| 1994年／第45回 | 32 | 人生種種(2)              | 10/25  | 小椋佳(1)     | 前半場壓軸(2) |
| 1995年／第46回 | 33 | あの頃にとどけ           | 19/25  | 小林旭(1)     |               |
| 1996年／第47回 | 34 | ときめきをさがしに       | 21/25  | 堀內孝雄(1)   |               |
| 2004年／第55回 | 35 | 人生種種(3)              | 12/28  | 布施明(1)     |               |

## 著書
- 花のいのち（自叙伝、みき書房、1984年。）
- 歌ごよみ（自叙伝、読売新聞社、1994年。ISBN 4-643-94005-0）
- 島倉家-これが私の遺言（手記、文芸社、2005年。プロデュース：寺西一浩。ISBN 4-8355-9125-9）

## 出演

### CM
- 山本山
- 日清食品 出前一丁 (1987-1998)
- 野田建工
- 理想科学工業 リソグラフ（「からたちの花」の替え歌を歌唱）
- 京都きものプラザ 大B反市